# John Rhodes
John Rhodes (Wolverhampton, 18 de agosto de 1927) es un expiloto de automovilismo británico. Rhodes compitió en la Fórmula 1 y en carreras de resistencia. 

## Biografía
En la F1 compitió en el Gran Premio del Reino Unido de 1965 con un Cooper del equipo de Bob Gerard. Se retiró por problemas mecánicos.
Aparte de la Fórmula 1, compitió en carreras de resistencia, como por ejemplo las 24 Horas de Le Mans.

## Resultados

### Fórmula 1
(Clave) (negrita indica pole position) (cursiva indica vuelta rápida)

| Año     | Equipo        | 1   | 2   | 3   | 4   | 5       | 6   | 7   | 8   | 9   | 10  | Pos. | Puntos |
| ------- | ------------- | --- | --- | --- | --- | ------- | --- | --- | --- | --- | --- | ---- | ------ |
| 1965    | Gerard Racing | RSA | MON | BEL | FRA | GBR Ret | NED | GER | ITA | USA | MEX | NC   | 0      |
| Fuente: |               |     |     |     |     |         |     |     |     |     |     |      |        |